# Lutite
Les lutites (du latin lutum, « boue ») ou pélites  (du grec pêlos, « boue », terme initié par Naumann en 1873) sont au sens strict une classe de roches sédimentaires détritiques dont les éléments ont un diamètre inférieur à 1/16 mm (moins de 62.5 µm). Elles constituent la fraction fine et colmatante des vases et se déposent dans les régions abritées.
Au sens large, le terme métapélite est également utilisé en métamorphisme pour regrouper toutes sortes de roches détritiques siliciclastiques, et ce sans souci de granulométrie.

## Description
Les lutites et pélites sont originellement définies comme étant des roches finement détritiques et argileuses. Le sens a ensuite été élargi, pour désigner toute roche sédimentaire détritique terrigène à grain très fin. De plus, certains auteurs réservent le terme « lutite » pour les roches meubles, le terme « pélite » pour les roches consolidées. La communauté des sédimentologues, préconise plutôt de distinguer les silts (siltites dans le cas de roches consolidées) et les argiles (argilites dans le cas de roches consolidées), et donc l'abandon de l’emploi du terme lutites et pélites.
Elle se présente sous la forme de différentes roches (argile, schiste gréseux…) et se caractérise par une forte capacité de rétention à l'eau mais une faible perméabilité en général[réf. nécessaire].

## Classification
Le terme utilisé pour désigner les sédiments composés de ce type de particule est silt, ou argile pour les plus petites (moins 20 µm). 
Pour les sédiments consolidés (cimentés) on utilise plutôt les termes de siltite et argilite qui sont parfois des « puits de carbone géologiques » en raison des quantités significatives de pétrole et de méthane (CH4) qui s'y sont lentement accumulées au cours des temps géologiques. La principale source de matière organique est le CO2 atmosphèrique piégé par l'activité photosynthétique des microalgues planctoniques des océans. C'est ce type de roche, sédimentées en milieu riche en matière organique et anoxique, qui abrite les gisements de gaz de schiste ou de roche-mère.
On leur donne des noms différents selon la taille des grains qui les composent :
| Texture du substrat | Dénomination commune | Avec racines grecques  | Avec racines latines     |
| ------------------- | -------------------- | ---------------------- | ------------------------ |
| Grossier            | gravier (graveleux)  | pséphite (pséphitique) | rudite (conglomératique) |
| moyen               | sable (sableux)      | psammite (psammitique) | arénite (gréseux)        |
| Fin                 | argile (argileux)    | pélite (pélitique)     | lutite (argilitique)     |